# Протасово (Журавецкое сельское поселение)
Прота́сово — деревня в Покровском районе Орловской области России. Входит в состав Журавецкого сельского поселения.

## География
Деревня находится на расстоянии 10 км северу от посёлка городского типа Покровское, административного центра района, и 65 км к юго-востоку от города Орёл, административного центра области.

### Часовой пояс
Деревня Протасово, как и вся Орловская область, находится в часовой зоне МСК (московское время). Смещение применяемого времени относительно UTC составляет +3:00.

## Население
| 2002 | 2010 |
| ---- | ---- |
| 203  | ↘190 |

### Национальный состав
Согласно результатам переписи 2002 года, в национальной структуре населения русские составляли 95 % из 203 чел.